# Jan Lodewijk Bonebakker

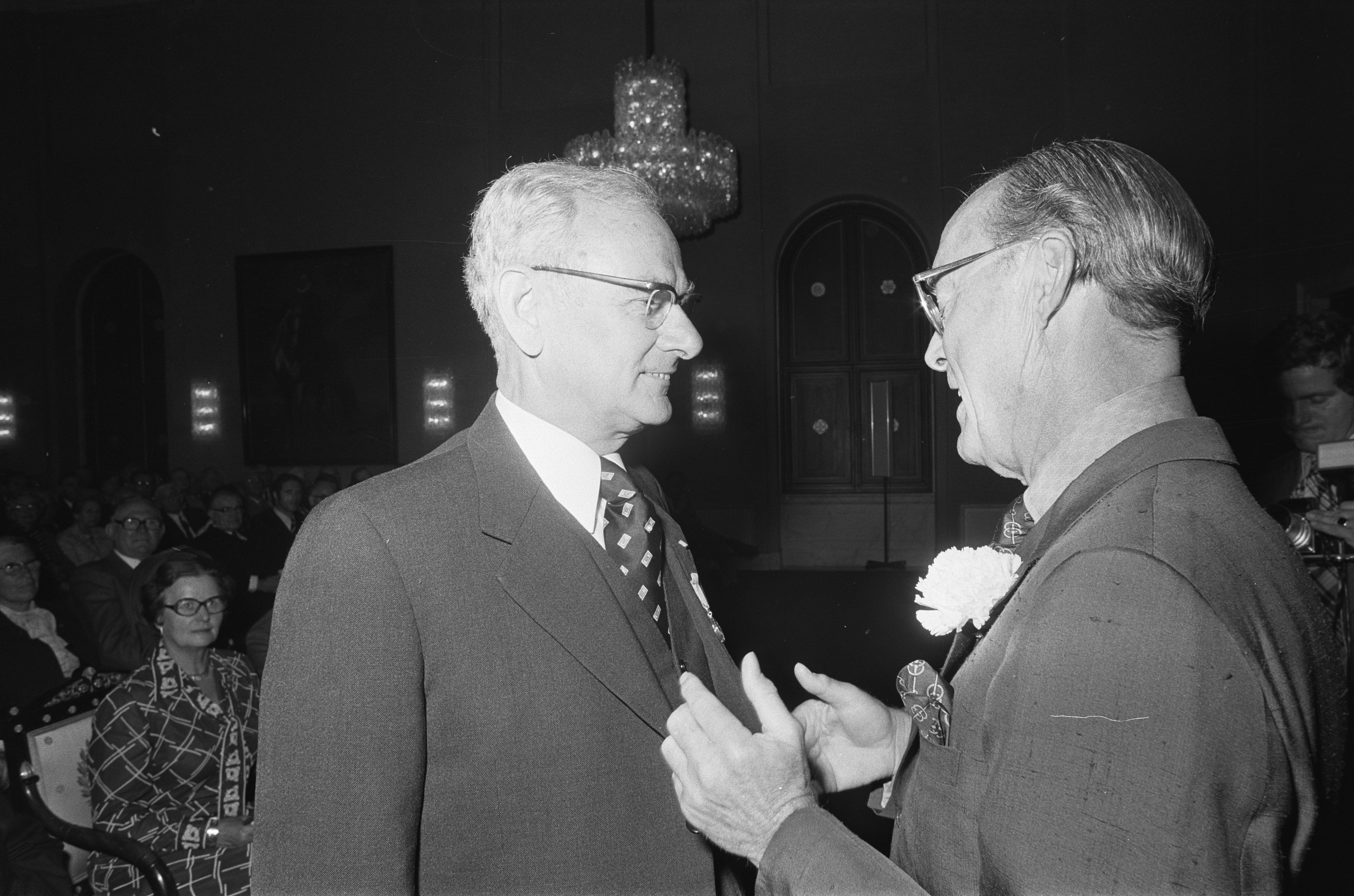
J.L. Bonebakker ontvangt Zilveren Anjer (1975)

Jan Lodewijk Bonebakker, beter bekend als J.L. Bonebakker, (Amsterdam, 11 juli 1907 –  Hengelo of Delden, 2 april 2000) was een Nederlands ingenieur, industrieel en liefhebber van klassieke muziek.
Na de Hogereburgerschool te hebben afgerond in 1924 ging hij studeren. Hij kreeg zijn ingenieursopleiding aan de TH Delft waarbij hij in 1929 afstudeerde als Elektro-technisch ingenieur. Hij ging werken bij Heemaf ging werken. Vanaf 1939 klom hij op tot procuratiehouder (1945), chef installatiebureau (1948) totdat hij in 1951 toetrad tot de directie. Tussen 1960 en 1965 was een curator van de TH Delft en vanaf 1956 bestuurslid van de stichting Eindhovens Hogeschoolfonds. In de jaren zestig was hij commissaris bij Batavus. Toen Heemaf fuseerde tot Holec zat hij daar in de directie. Voorts leidde hij de Industriële Kring Hengelo en NEMOG. In 1969 ging hij met pensioen bij Holec.
Bonebakker legde een speciale interesse voor muziek aan. Zo was hij betrokken bij de Algemene Muziekschool Hengelo, het Overijsselsch Philharmonisch Orkest (was er sinds 1964 voorzitter), Opera Forum (vanaf 1972) etc. Hij had ook enige tijd zitting in de Raad voor de Kunst. Zelf was hij ook begenadigd musicus, fluitist.
Bonebakker werd in 1964 benoemd tot officier in de Orde van Oranje-Nassau; in 1975 kreeg hij de Zilveren Anjer opgespeld.
Hij werd begraven op de begraafplaats Langestraat in Delden, alwaar zijn vrouw al lag begraven.

## Familie
Hij was zoon van Wilhelmina Maria Gunning en Adrianus Bonebakker. Hijzelf trouwde met Maria Johanna Hudig. Dochter Wilhelmina Maria (Marika) Bonebakker (1933-2023) trouwde met Antoine Jean (Jan) d’Ailly en trok naar Canada waar ze langdurig verbonden was aan CAMMAC Music Centre. Ze was (mede)auteur van Hope in de colour of orange: Dutch civilian memories of war en liberation over verhalen over de bezetting tijdens de Tweede Wereldoorlog en de bevrijding daarvan.
- Nederlandse Thesaurus van Auteursnamen: 074744089
- Virtual International Authority File: 292209437